# 反式脂肪
反式脂肪（英語：Trans fat）是指含反式脂肪酸的脂肪；反式脂肪酸、逆態脂肪酸（Trans-unsaturated fatty acid），则是指一种不飽和脂肪酸（單元不飽和或多元不飽和），其分子内碳-碳双键上的氢以反向方式排列。
動物的肉品或乳製品中的脂肪酸多为饱和脂肪酸和顺式脂肪酸，雖有反式脂肪酸但含量低；人類食用的反式脂肪主要來自經過氫化程序所生產的部份氫化植物油。「植物油氫化」是在20世紀初期發明的食品工業技術，並於1911年被食用油品牌「Crisco」首次使用。氫化過程會改變脂肪酸的分子結構（使油更耐高溫、不易變質，並且增加保存期限），如果將脂肪酸完全氫化並無反式與順式脂肪酸差異；但不完全氫化時，部份的脂肪酸結構會變成反式結構，產生反式脂肪。由於能增添食品的酥脆口感、易於長期保存等優點，此類部分氫化植物油被大量運用於市售包裝食品、餐廳的煎炸食品中。动物油在精製去味過程時，会生成少量的反式脂肪，反覆煎炸也會產生反式脂肪。
反式脂肪酸属于不飽和脂肪酸，曾被认为比飽和脂肪酸更健康，加之部分氫化植物油价格低，耐储存，用它油炸过的食品口感好，在食品工业中被大量使用。許多速食連鎖店也因此由原來的含有飽和脂肪酸的油脂改用部分氫化植物油。
現代認為人造的反式脂肪酸是比飽和脂肪酸更不健康的脂肪酸，一些國家和地区已经禁止在食品中使用部分氫化植物油，许多國家要求食品製造商必須在產品上標註反式脂肪含量。如美國加工食品內的反式脂肪已經幾乎消失（因為法令規定一定要如實標示，而公眾也認知反式脂肪比飽和脂肪危險許多），並即將正式全面禁用部分氫化植物油，而也有多起因反式脂肪而引起的法律訴訟正在進行（主要是針對速食店進行的訴訟）。許多食品公司已經主動停止在產品中使用部分氫化植物油，或是增加不含反式脂肪的產品線。

## 歷史
食用油的氫化處理（氫化脂肪）是由德國化學家威罕·諾門所發明，並於1902年取得專利。1909年位於美國俄亥俄州辛辛那堤的公司取得此專利的美國使用權，並於1911年開始推廣第一個完全由植物油製造的半固態酥油產品，此產品裡含有大量不完全氫化棉花籽油。氫化油技术受捕鯨業的欢迎，因為鯨油在氫化處理之後更能得以保存以供民眾購買使用。

## 化学结构
不飽和脂肪酸指在脂肪酸分子中包含至少一個碳-碳雙鍵。不饱和脂肪酸包括反式脂肪酸和顺式脂肪酸。反式脂肪酸的分子包含至少一個以反式方法排列的碳-碳雙鍵。而順式脂肪酸中所有碳-碳雙鍵均以順式方法排列。天然的不飽和脂肪酸幾乎都是順式。但部分氫化的不飽和脂肪酸因为异构化反应，含有大量反式脂肪。
| 不同的脂肪酸的分子結構圖                      | 不同的脂肪酸的分子結構圖                      | 不同的脂肪酸的分子結構圖                      |
| 飽和脂肪酸 （例子：硬脂酸）                   | 「順式」不飽和脂肪酸 （例子：油酸）           | 「反式」不飽和脂肪酸 （例子：反式油酸）       |
| --------------------------------------------- | --------------------------------------------- | --------------------------------------------- |
|                                               |                                               |                                               |
|                                               |                                               |                                               |
| 沒有碳-碳雙鍵，不會出現順式或反式排列的可能性 | 在碳鏈中間位置出現碳-碳雙鍵，並以順式方式排列 | 在碳鏈中間位置出現碳-碳雙鍵，並以反式方式排列 |

## 對健康的影響

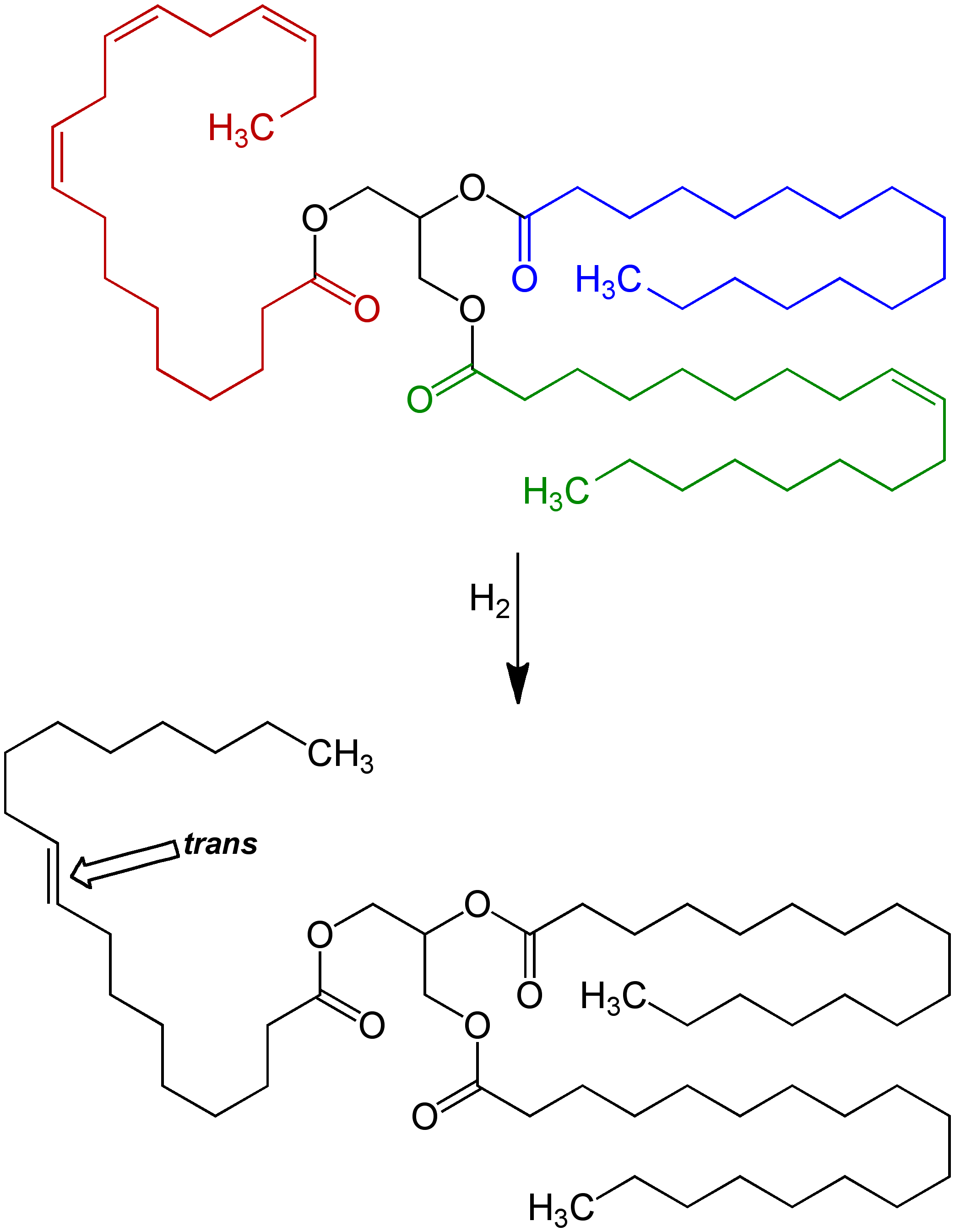
反式脂肪

和其他可在飲食中攝取的脂肪不同，人造反式脂肪對健康有害，是人體不必要的營養素。食用人造反式脂肪將會提高罹患冠心病的機率，因為它可令低密度脂蛋白上升，並使高密度脂蛋白下降；且肝臟無法代謝反式脂肪，也是高血脂、脂肪肝的重要原因之一。
世界各地的健康管理機構均建議：將人造反式脂肪的攝取量降至最低。一般認為，經過部份氫化的植物油和純天然的植物油相比，前者對於健康造成的風險較大；但是天然反式脂肪酸异油酸可以像ω-3多元不饱和脂肪酸一样降低动脉硬化和心脏病的发病率。世界衛生組織不斷在其《預防和控制非傳染病：實施全球戰略》報告中，重申要「逐步消除反式脂肪酸」

。聯合國糧食及農業組織與世界衛生組織建議，飲食中僅應包含極小量的反式脂肪，低於每天攝取熱量的1%。以一個每日消耗2,000大卡的成人而言，這個量相當於每天攝取不超過2g。
《新英格蘭醫學期刊》於2006年刊登了一份反式脂肪相關研究總結報告，指出只要攝取極低量的反式脂肪，就會大幅提高患上冠心病的風險。該研究顯示，美國因心臟疾病而死的人當中，每年有三萬到十萬人可以歸因於食用反式脂肪。
在著名的長期多對象醫學研究護士健康研究中，研究者在14年期間發現參加該研究的十二萬名護士中發生了900次冠心病發作的相關事件，並統計出相對於從碳水化合物取得熱量，每增加2%的反式脂肪熱量攝取，冠心病的風險就會增加1.94倍（增加15%的飽和脂肪酸攝取才能得到類似效果）。
2003年的一項研究顯示，攝取反式脂肪與飽和脂肪酸會促進阿兹海默病的病情發展。
2007年的一項研究指出，相對於從碳水化合物取得熱量，從反式脂肪攝取的熱量每增加2%，排卵障礙性不孕的風險將增加72%。
2012年的一項研究指出，多吃反式脂肪的人，情緒比較易怒，行為也較有攻擊性。

## 食物裡的含量
大部分的反式脂肪是在食品處理加工過程中形成的。未加工食品所含的天然油脂裡的脂肪酸大部分是順式結構。至於天然形成的反式脂肪—主要存在於例如牛和羊一類的反芻動物的脂肪和乳汁裡頭，例如共軛亞油酸——這類脂肪長鏈分子裡所含的反式脂肪酸連結在營養管理分類上並不歸類對人體有害的反式脂肪，而是歸類於飽和脂肪。在需要在產品上標示反式脂肪含量的地區或是國家，例如美國，此成份標示僅包含人工處理所產生的反式脂肪。
- 2010年8月，大豆油（沙拉油）當炸油，易生反式脂肪： [13]

- 大豆油雖未經過氫化，但「精製」處理過程，仍有微量的反式脂肪，嘉義大學食品科學研究所教授徐錫樑研究發現，大豆油在平常室溫含量在0.85％到1.47％，比酥油的1.82％到18.2％還低。但隨著油炸溫度增加，大豆油反式脂肪生成量大於酥油，到攝氏240度時，大豆油平均是1.88％，酥油是1.07％，且大豆油產生二種以上的反式脂肪。
- 台灣癌症基金會營養師賴怡君指出，大豆油發煙點是攝氏160度，相對較低，不適合高溫加熱，反倒適合涼拌、快炒。徐錫樑也認為，如果大豆油出現煙時，就可能產生反式脂肪。

## 含有植物氫化油的食品
烘焙食品-需具可塑性的油脂(固態油)如奶油，可能基於成本或其他因素考量，使用植物氫化油會比奶油來的便宜或質地上會有所差異。
奶精-主要是植物氫化油，添加香料等來維持濃醇香甜好吃可口的綿密口感。

## 食品工業使用
食物包裝上一般食物標籤列出成份如稱為“代可可脂”、“植物黄油（人造黄油、麦淇淋）”、「氫化植物油」、「部分氫化植物油」、「氫化脂肪」、「氫化菜油」、「氫化棕櫚油」、「固體菜油」、「酥油」、「人造酥油」、「雪白奶油」或「起酥油」可能含有反式脂肪，其最终含量应以营养成分表作为参考。
在食品工业中需要黄油、奶油等饱和脂肪，出于成本的考虑，厂商使用氢化的植物油来代替；当然还可以说是非动物来源的以涵盖素食主义者和各种因为宗教原因而避免使用一种或多种动物的人士。完全氢化的产物过硬而没有实用价值。因此以前通过控制氢气的量来实现部分氢化。植物油中原本含有多个顺式双键，部分氢化的结果是其中的若干个被还原（加氢），剩下一个或几个双键。保留的那些双键也不是全无变化的。在过渡金属的催化下（主要用镍Ni，价格便宜），能量高的顺式双键很容易转化为反式双键（顺反比~1：2）。反式脂肪可由完全氢化最终消灭，此时产物过硬而难以利用。现在有将完全氢化的植物油和天然植物油混合使用，以避免反式脂肪影响的办法。

## 營養生物化學
人類雖然食用人工合成的氫化脂肪已超過100年，但仍沒有充份了解氫化脂肪的生物化學性质，对氫化脂肪進入胎兒腦組織、細胞膜和動脈的机理知之甚少；不過統計學認為若能淘汰人造反式脂肪，很可能減少許多疾病及死亡。
許多臨床研究及大規模的統計認為反式脂肪酸/氫化脂肪很可能和代謝症候群（肥胖症、糖尿病、痛風、高血壓、腦心血管疾病）甚至憂鬱症及不孕症有關。而在牛肉、羊肉和乳製品（在反芻動物的胃發酵製成）自然地存在的反式脂肪酸，風險很可能低於人造反式脂肪。
人的新陳代謝要求的一些基本脂肪酸被加氫過程毀壞。這也許是特別令人關注的是被認為是在典型西方飲食短缺的奧米加3脂肪酸
「部分氫化植物油」含有反式脂肪，會令有助防止血管硬化的高密度脂蛋白（HDL）減少，令引致血管梗塞的低密度脂蛋白（LDL）增加。此外，反式脂肪更容易導糖尿病等其他嚴重疾病。
氫化脂肪增加患上冠心病風險（CHD）的原因和飽和脂肪一樣，它們都會提高血液低密度脂蛋白（LDL） 的水平。它也會減少幫助從動脈清除膽固醇的高密度脂蛋白的水平。氫化脂肪酸亦會令LDL/HDL比率的增加接近兩倍。
一項有700位護士參與的研究顯示，在食用反式脂肪酸最高的護士比最低的高出73%「C-reactive protein」（CRP，C反应蛋白）的危險。

## 政策規範

### 歐美地區
哈佛大學營養師指出：「我們保守估計，假如美國人飲食以天然、沒有氫化的菜油取代『部分氫化植物油』，可避免每年有3萬人因提早罹患冠心病而死亡，甚至有證據顯示這人數達至每年近10萬。」即每天可避免約有82至274人提前死亡。
美國食品藥物局要求食品要求食物包裝上列清楚反式脂肪成份。由於越來越多研究指反式脂肪有礙健康，若干食物生產商如Kraft、KFC等涉及使用反式脂肪之官司，近年美國、加拿大、英國等食店、超市、政府紛紛開始在食物生產及加工上停止使用反式脂肪。
2003年丹麥首先立法禁止銷售反式脂肪含量超過2%的食材。天然反式脂肪則不受法例影響。
2006年10月30日美國纽约市就此问题召开了听证会，該市健康委員會最後決議，2008年7月1日起，該市餐廳的每份食物中使用的人造反式脂肪不得超過0.5g。
2008年1月，加拿大卡尔加里市決議，在餐廳與速食店使用的油脂中，反式脂肪含量不可超過2%。
2008年4月，瑞士追隨丹麥立法對反式脂肪食品進行限制銷售。
2008年7月美國加州州長阿诺·施瓦辛格簽署法案，禁止在該州餐廳中使用反式脂肪，該法案將於2010年正式生效。
2015年6月16日，美國食品藥品監督管理局宣布人類飲食中「人工反式脂肪」（artificial trans fats）主要來源的部份氫化油脂「不被認為是安全的」，並要求食品製造商在三年內從產品中移除此成份。

### 亞洲地區
許多傳媒和網頁有提及反式脂肪對健康之影響。但大體而言亞洲地區並未全面高度關注反式脂肪禁用之立法事宜。市面上仍不斷有大量加工食品含反式脂肪。
某些餐廳誇稱僅使用「純蔬菜油」，但並不告訴食客其所使用的油或含有高達40%的反式脂肪。然而，只需朝廚房觀察，就可以看到尚未熔化的這些油是以半固態的方式運送。這正是油已被氫化，也就是以高溫與高壓將氫氣強制灌入油的暗示（然若那桶白色脂肪是豬油則另當別論）。更糟糕的是，在高溫油炸食物時，也會形成少量的反型脂肪，因此事實上在家中已可能在自行製造反式脂肪了。
中華民國行政院衛生署（今中華民國衛生福利部）規定，自2008年1月1日起，市售包裝食品營養標示應於脂肪項下標示飽和脂肪以及反式脂肪；不過每份食品的反式脂肪在每100g低於0.3g時，仍然可以標示為0反式脂肪，由於並沒有規定每份的份量大小、因此仍有漏洞。自2018年7月1日起，直接禁止販售此日後生產的不完全氫化油，加以降低食用到反式脂肪的攝取量。
香港規定包裝食品營養標籤必須列出反式脂肪之含量，但0.3克以下可標示為0。
中華人民共和國 2008年在兩會上，杭州政協委員曾提交了一份《關于在中小學中限制銷售碳酸飲料和高熱量高脂肪零食》的提案。該提案提出應限售富含反式脂肪的零食和飲品。
反式脂肪酸佔總脂肪酸的比例標準，中國國家標準是3%以内；如果低于0.3%，可在食品标签標註「不含」反式脂肪酸。

## 食品產業的反應
2003年，美國一個推動禁用反式脂肪的非營利組織控告卡夫食品，要求該公司在奧利奧餅乾中停用反式脂肪。卡夫食品同意尋求替代反式脂肪的材料後，該組織撤銷控訴。
2006年，華盛頓的非營利組織公眾利益科學中心控告肯德基在其食物烹調過程中使用反式脂肪。
肯德基於2006年宣佈，2007年四月前會將該餐廳美國連鎖店使用的反式脂肪替換成大豆油；其加拿大連鎖餐廳也宣佈了類似的措施。
2007年1月，麥當勞宣佈該餐廳美國連鎖店的薯條正在試驗改用非反式脂肪來油炸，若效果良好將會推廣到全美國。
面對公眾利益科學中心於2007年5月的控告，漢堡王宣佈自2008年底起在美國各分店改用非反式脂肪。

## 外部連結
- 民間要求禁逆態脂肪酸/氫化脂肪之訴求（页面存档备份，存于）
- 醫學：不是每種脂肪都一樣：反式脂肪讓你胖的更快（Jul 13, 2006）（科景）
- [1]

1. ↑  . 食物安全中心.   [2025-02-19]. （原始内容存档于2024-01-16） （中文（中国大陆））.